# خروس‌کلی جاوه‌ای
خروس‌کُلی جاوه‌ای (نام علمی: Vanellus macropterus) نام یک گونه از سرده خروس‌کلی‌ها است.